# Mach Rider
Mach Rider (マッハライダー, Mahha Raidā) est un jeu vidéo de course futuriste sorti en 1985 sur la Nintendo Entertainment System, développé par HAL Laboratory et édité par Nintendo. Il est ensuite sorti en téléchargement sur les consoles virtuelles de la Wii, en 2007, de la Nintendo 3DS, en 2013, et de la Wii U, en 2014.

## Synopsis
Le jeu se déroule sur une Terre post-apocalyptique en 2112. Des extraterrestres ont envahi la Terre, exterminant la plupart des humains ou les réduisant en esclavage. Le personnage principal, un des rares humains encore libres, tente de trouver la base secrète des extraterrestres afin de les vaincre et de libérer l'humanité.

## Système de jeu
Mach Rider est un jeu de course futuriste en vue à la troisième personne dans lequel le joueur prend le contrôle d'une moto. Le joueur doit parcourir une route sinueuse parsemé d'obstacles, comme des flaques d'huile et des tonneaux, et d'ennemis, ces derniers tentant de percuter le véhicule du joueur afin de le faire sortir de la piste. Le joueur peut guider le véhicule vers la gauche ou la droite à l'aide des boutons gauche et droit de la croix directionnelle. Il peut attaquer les ennemis en leur tirant dessus à l'aide d'une mitrailleuse.

## Postérité
La musique de Mach Rider peut être entendue dans Super Smash Bros. Melee et Super Smash Bros. Brawl.